# Глаголев, Дмитрий Сергеевич
Дмитрий Сергеевич Глаголев (1864 — 1930?) — русский православный богослов; протоиерей.

## Биография
Родился в 1864 году в семье настоятеля Никольской соборной церкви г. Крапивны С. И. Глаголева (1839—1916). В четырёхлетнем возрасте лишился матери, умерла от чахотки. Младшему брату, Сергею было в это время всего два года.
В 1884 году окончил Тульскую духовную семинарию, в 1888 году — Московскую духовную академию со степенью кандидата богословия. С 1889 года преподавал гомилетику, литургию и практическое руководство для пастырей в Пермской духовной семинарии, в 1891—1892 годах — те же предметы во Владимирской семинарии. Затем был инспектором классов в Тульском епархиальном женском училище.
В 1892 году рукоположён во священника. В августе 1893 года защитил магистерскую диссертацию «Второе великое путешествие Св. Апостола Павла с проповедью Евангелия (Деян. XV, 40–XVIII, 22). Опыт историко-экзегетического исследования».
В 1904 году был избран профессором богословия в Демидовском юридическом лицее в Ярославле. Занимал должность помощника директора лицея в период с мая 1910 года по июнь 1914 года.
С января 1919 года – профессор Ярославского университета. Известно, что в 1925–1926 гг. он посещал в ярославской тюрьме «Коровники» заключенного архиепископа Илариона (Троицкого).
С 1928 года был настоятель тульской Спасо-Преображенской церкви (по другим сведениям, служил во Всехсвятском соборе).
Был арестован 1 октября 1930 года; 6 октября был приговорен к высшей мере наказания (расстрелу) по ст. 58-19 УК РСФСР.